# 名取洋之助
名取 洋之助（なとり ようのすけ、1910年9月3日 - 1962年11月23日）は、日本の写真家、編集者。

## 生涯
東京市に実業家名取和作の三男として生まれる。母方の祖父は三井財閥の大番頭朝吹英二。慶應義塾普通部で学んだ。だが、花街の女将に見送られて登校するといった早熟ぶりもあり、成績不良で予科に進めず、父のはからいで18歳でワイマール期のドイツに渡った。ベルリン遊学中、国立美術工芸学校のウェイヒ教授を通じてバウハウスのデザイン思想を知る。教授の地元ミュンヘンの美術工芸学校に入り、やがて教授が経営する手織物工場のデザイナーとして働くうちに9歳上のドイツ人女性エルナ・メクレンブルク（のち妻となる）と同棲。エルナが撮った火災現場写真を洋之助が組写真にして写真週刊誌に持ち込んだところ高値で採用された。それが契機となって、ベルリンの総合出版社ウルシュタイン社に認められ、ヨーロッパ最大の週刊グラフ誌の契約写真家となり、帰国した。

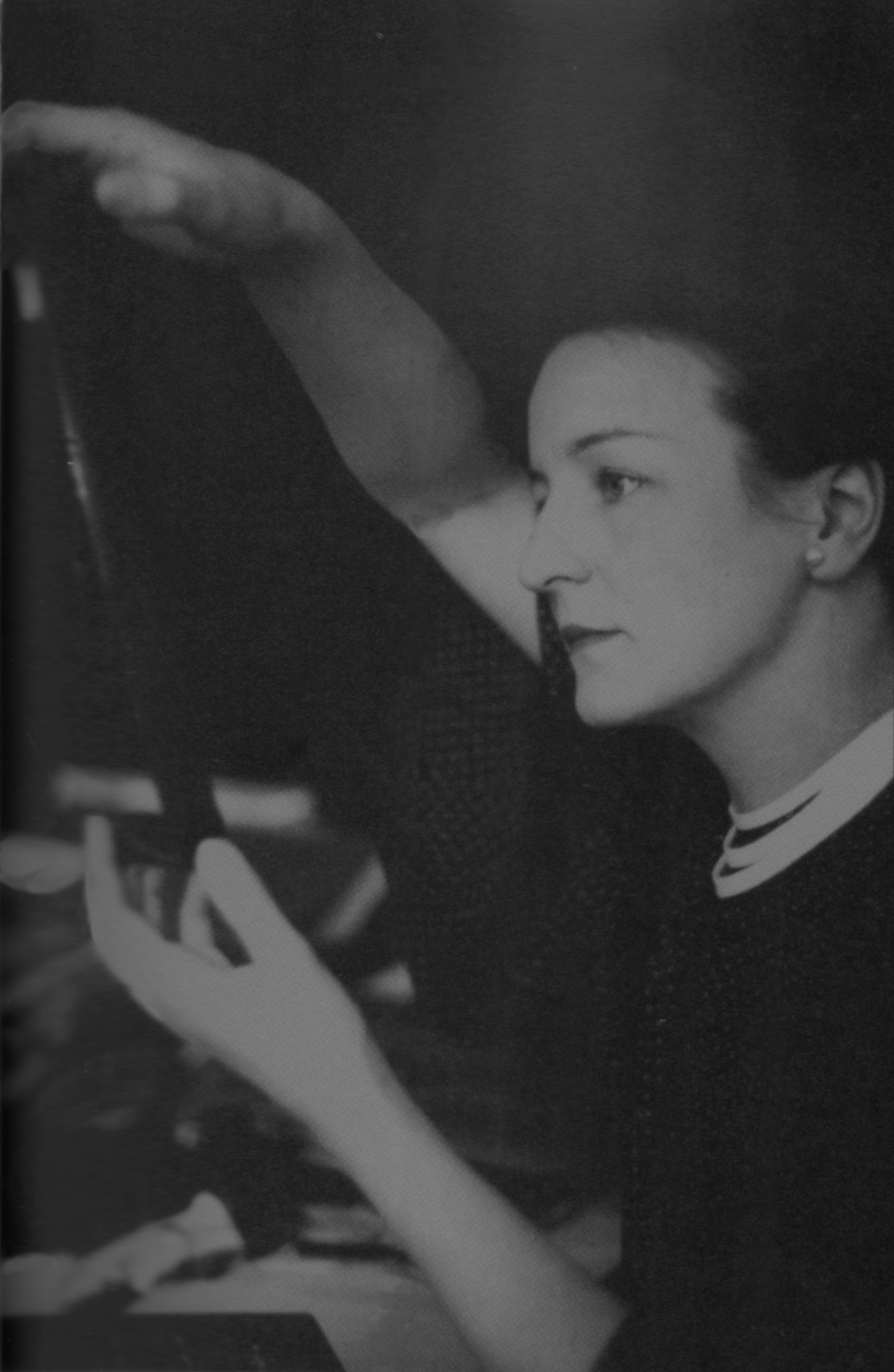
エルナ・メクレンブルグ (1937年、アメリカにて。名取洋之助撮影。)

名取は戦前の1930年代にドイツのフォト・ルポルタージュの手法を日本に紹介した。さらに、1933年に木村伊兵衛、原弘、伊奈信男、岡田桑三らとともに日本工房を設立。翌年、意見の対立により木村、原、伊奈、岡田が脱退し、日本工房は事実上解散となる。その後、太田英茂らの参加を受け、第二次日本工房を立ち上げる。1934年には、対外宣伝誌『NIPPON』を創刊。土門拳、藤本四八などの写真家、山名文夫、河野鷹思、亀倉雄策などのグラフィックデザイナーを用いつつ、従来の日本のレベルをはるかに超えた内容の誌面を提供しつづけた。1939年に国際報道工芸株式会社と改名した。脱退した木村・原弘らは1934年に「中央工房」を設立した。
戦後は『週刊サンニュース』や岩波写真文庫の編集に携わり、辣腕を振るった。岩波写真文庫は、第1回菊池寛賞を受賞している。一貫して西欧流の報道写真および編集を定着させようと奮闘し、組写真などを多用することにより、写真でメッセージを伝達するという方向に注力した。逆に芸術的、主観的な写真作品を「お芸術写真」と呼び、その軽蔑を隠すことはなかった。編集者としては自分の意志に基づき写真作品を強引にとりあつかう傾向が強く、歯に衣を着せない物言いとあいまって、写真家と対立することもしばしばあった。例えば、土門との確執などはその典型的な例である。
1962年に胃癌のため死去。享年53（満52歳）。
二度目の妻はアナキスト作家宮嶋資夫の娘。タイのチェンマイでHIV孤児生活施設「バーンロムサイ」代表の名取美和は娘、その娘で「バーンロムサイ」で作られたファッション雑貨やインテリア雑貨を販売する「バーンロムサイジャパン」代表の一人でデザイナーの名取美穂は孫。
名取のもとでスタッフとして働いた多木浩二によると、名取は文章を書くことができず、その著作はすべてゴーストライターが書いたものだという。

## 名取洋之助写真賞
社団法人日本写真家協会が新進写真家の発掘と活動を奨励するために2005年に創設。主としてドキュメンタリー分野で活動する35歳までの写真家が対象となっている。審査員は3名。
- 第1回（2005年）
  - 清水哲朗 「路上少年」
  - 奨励賞：伊原美代子 「海女」
- 第2回（2006年）
  - 江原一禎 「失われゆく記憶」
  - 奨励賞：王晟陽 「遠と近-上海の下町」
- 第3回（2007年）
  - 今村拓馬 「Kids-existence-」
  - 奨励賞：山本剛士 「被災者の心～新潟中越地震～」
- 第4回（2008年）
  - 柳瀬元樹 「ユーゴの残影」
  - 奨励賞：中井菜央 「こどものじかん」
- 第5回（2009年）
  - 久塚真央「ゆびさきの星　つまさきの星　こころの星」
  - 奨励賞：三澤史明「幸福論」
- 第6回（2010年）
  - 宮川トム「オーガニック　アメリカンズ」
  - 奨励賞：中塩正樹「奈良の祭り人　極上の刻」
- 第7回（2011年）
  - 林典子「硫酸に焼かれた人生～ナイラとセイダの物語」
  - 奨励賞：山野雄樹「工場の少女達」
- 第8回（2012年）
  - 安田菜津紀「HIVと共に生まれる－ウガンダのエイズ孤児たち－」
  - 奨励賞：山本剛士「福島原発事故～『酪農家の記憶』～飯舘村長泥封鎖」
- 第9回（2013年）
  - 山本剛士「黙殺黙止～福島の消えた歳月～」
  - 奨励賞：片山育美「とうふ屋のおじちゃん～a period of time～」
- 第10回 (2014年)                                                                                                        
  - 高橋智史「屈せざる女性たち・カンボジア―変革の願い」
  - 奨励賞 : 中塩正樹「誇り高き祭り人　刻を紡ぐ」
- 第11回(2015年)
  - 鳥飼祥恵「amputee boy－けんちゃん－」
  - 奨励賞 : 増田貴大「終わりの気配」
- 第12回(2016年)
  - 川上真「枝川・十畳長屋の五郎さん」
  - 奨励賞 : 和田芽衣「娘（病）とともに生きていく」
- 第13回(2017年)
  - 関健作「Limited future」
  - 奨励賞 : 楠本　涼「もうひとつの連獅子」
- 第14回(2018年)
  - 鈴木雄介「The Costs of War」
  - 奨励賞 : やどかりみさお「夜明け前」

## 著書

### 写真集
- 『GROSSES JAPAN＝大日本』（カール・シュペヒト社、1937年、1942年再版）
- 『麦積山石窟』（岩波書店、1957年）
- 『ロマネスク　西洋美の始源』（文：柳宗玄、慶友社、1962年）
- 『人間 動物 文様　ロマネスク美術とその周辺』（慶友社、1963年）
- 『名取洋之助写真集：ドイツ・1936年』（岩波書店、2006年）

### その他
- 新しい写真術（フォトライブラリー3、慶友社、1955年）
- 組写真の作り方（フォトライブラリー7、慶友社、1956年）
- 写真の読みかた（岩波新書、1963年）

## 主要展覧会
- 「名取洋之助の仕事=大日本」（1978年、西武美術館）
- 「中国の人々・1956」（1993年、JCIIフォトサロン）
- 「麦積山石窟」（1994年、JCIIフォトサロン）
- 「アメリカ・1937年」（1996年、JCIIフォトサロン）
- 「ロマネスク partI」（1997年、JCIIフォトサロン）
- 「ロマネスク partII 人間・動物・文様」（1998年、JCIIフォトサロン）
- 「名取洋之助と日本工房作品展　報道写真の夢」（2003年、JCIIフォトサロン）
- 「報道写真の先駆者・名取洋之助の仕事『ドイツ・1936年』」（2005年、JCIIフォトサロン）
- 「名取洋之助と日本工房展」（2006年、福島県立美術館、川崎市市民ミュージアム、足利市立美術館、長崎県美術館）
- 「報道写真とデザインの父　名取洋之助展」（2013年、日本橋高島屋)

### 関連展
- 「日本近代写真の成立と展開」（1995年、東京都写真美術館）
- 「視覚の昭和　1930-40年代展」（1998年、松戸市美術館準備室）
- 「ドキュメンタリーの時代　名取洋之助・木村伊兵衛・土門拳・三木淳の写真から」（2001年、東京都写真美術館）

## 関連文献
- 図録『名取洋之助の仕事=大日本』西武美術館、1978年
- 中西昭雄『名取洋之助の時代』 朝日新聞社、1981年
- 三神真彦『わがままいっぱい名取洋之助』 筑摩書房、1988年。ちくま文庫、1992年
- 石川保昌『報道写真の青春時代　名取洋之助と仲間たち』 講談社、1991年
- 『アメリカ1937　名取洋之助写真集』 講談社、1992年
- 『日本の写真家18　名取洋之助』 岩波書店、1998年
- 『名取洋之助と日本工房［1931-45］』 白山眞理、堀宜雄編、岩波書店、2006年
- 山口昌男『「挫折」の昭和史』 岩波書店、1995年。岩波現代文庫（上下）、2005年
- 『名取洋之助 報道写真とグラフィックデザインの開拓者』 白山眞理解説、平凡社〈コロナ・ブックス〉、2014年
- 『復刻版　週刊サンニュース』全4巻、白山眞理 監修、国書刊行会、2017年